# Carlos Chivite
Carlos Chivite Cornago (Cintruénigo, Navarra, 22 de agosto de 1956 - Pamplona, Navarra, 31 de marzo de 2008) fue un político español perteneciente al Partido Socialista de Navarra (PSN-PSOE).

## Biografía
Fue concejal Ayuntamiento de Cintruénigo (Navarra) entre 1983-1987 y alcalde de dicha localidad entre 1987 y 1995. Presidente de la Mancomunidad de Aguas Cascante y Cintruénigo y Fitero (1987-1995). En la empresa privada, dentro del sector de la construcción, fue Técnico de Administración (1974-1996).
Fue elegido diputado por Navarra en las Elecciones Generales de 1996, y senador por Navarra en las elecciones Generales de 2000, 2004 y 2008.
Miembro de la Comisión Ejecutiva Regional del PSN-PSOE como secretario de Política Institucional (1997-2000) y secretario de Organización (2000-2004). En julio de 2004, siendo Secretario de Organización, fue elegido Secretario General del Partido Socialista de Navarra PSN-PSOE al vencer a Juan José Lizarbe Baztán, hasta entonces Secretario General.
En septiembre de 2006, pese a su voluntad expresada públicamente al respecto, acordó con la dirección federal del PSOE el nombramiento de Fernando Puras Gil como candidato del PSN a la Presidencia del Gobierno de Navarra, propuesta que fue aprobada por unanimidad en el seno de la Comisión Ejecutiva Regional y por el 99% de los votos en el Comité Regional del PSN-PSOE. No obstante, continuó como Secretario General, cargo en el que vivió también el rechazo del Comité Federal del PSOE al pacto de Gobierno que se alcanzó en 2007 con Nafarroa Bai e IU-NEB.

## Fallecimiento
Falleció en Pamplona, en el Hospital de Navarra, el 31 de marzo de 2008, a los 51 años, tras su paso por la UCI a consecuencia de haber sufrido un infarto cerebral el 1 de marzo de 2008 en un acto oficial en Estella (Navarra).
Tras su funeral, que se celebró al día siguiente en la parroquia de Cintruénigo, su localidad natal, fue trasladado al crematorio de Tudela (Navarra), para ser incinerado en la mañana del día siguiente, tal y como era su última voluntad. Sus cenizas fueron esparcidas por el monte al que iba a pasear habitualmente.